# Bellegarde-en-Forez
Bellegarde-en-Forez is een gemeente in het Franse departement Loire (regio Auvergne-Rhône-Alpes). De plaats maakt deel uit van het arrondissement Montbrison. Bellegarde-en-Forez telde op 1 januari 2022 2.004 inwoners.

## Geschiedenis
De plaats ontstond in de middeleeuwen als Farges en groeide rond een priorij die gesticht was vanuit de Saint-Martinabdij in Ainay. Om de vallei van de Anzieu te bewaken werd er in de 11e eeuw een feodaal kasteel gebouwd door de graven van Forez. Dit kasteel kreeg de naam Bellegarde. Pas in de 15e eeuw ging deze naam over op het dorp.
De bevolking leefde voornamelijk van de wijnbouw. In 1876 kreeg de gemeente een spoorwegstation op de lijn Montbrison - Lyon-Saint-Paul. Dit station werd gesloten in 1938. In 1885 kwam er een hoedenfabriek die tot 120 mensen tewerkstelde. Deze fabriek sloot de poorten in 1959. De gemeente Bellegarde nam haar huidige naam aan in 1905 om verwarring met gelijknamige gemeenten te vermijden.

## Geografie
De oppervlakte van Bellegarde-en-Forez bedroeg op 1 januari 2022 18,91 vierkante kilometer; de bevolkingsdichtheid was toen 106 inwoners per km².
De gemeente ligt op de vlakte van Forez op twintig kilometer van Montbrison en op dertig kilometer van Saint-Étienne. De Anzieu stroomt door de gemeente.

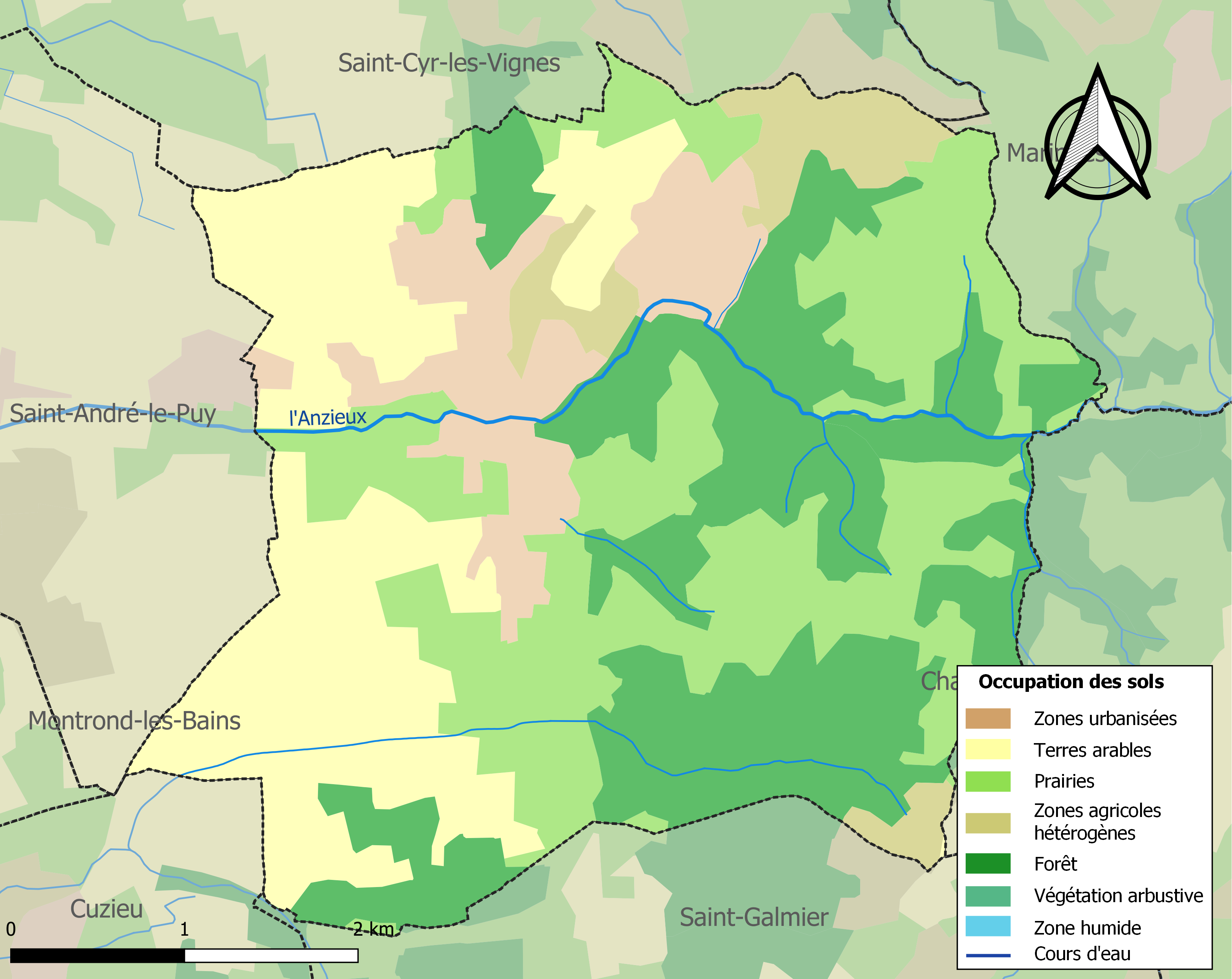
Kaart van de gemeente met de belangrijkste infrastructuur, bodemgebruik en omliggende gemeenten

## Demografie
Onderstaande figuur toont het verloop van het inwonertal (bron: INSEE-tellingen).

## Geboren
- Claude Javogues (1749-1796), jurist en politicus tijdens de Franse Revolutie